# الكساكسة (مشرع لحدر)
الكساكسة هو دُوَّار يقع بجماعة مولاي بوسلهام، إقليم القنيطرة، جهة الرباط سلا القنيطرة في المملكة المغربية. ينتمي الدوّار لمشيخة مشرع لحدر التي تضم 6 دواوير. يقدر عدد سكانه بـ 1203 نسمة حسب الإحصاء الرسمي للسكان والسكنى لسنة 2004.

## روابط خارجية
- البوابة الوطنية للجماعات الترابية
- المندوبية السامية للتخطيط